# Marco Molendini
Marco Molendini (Bologna, 16 gennaio 1948) è un giornalista, critico musicale e conduttore radiofonico italiano.

## Biografia
È stato tra le firme più apprezzate  del quotidiano Il Messaggero di cui per oltre dieci anni, dal 1982 al 1995, è stato caporedattore del settore Spettacoli. Dal 1982 al 1992 ha condotto rubriche radiofoniche dedicate al Jazz per Radio 1 e Radio 2 ed  stato collaboratore per programmi sul jazz di Raisat e Rai 5. 
Come autore di libri, ha pubblicato nel 2022  Pepito, il principe del jazz, edito da Minimum fax, racconto che attraverso la biografia di Pepito Pignatelli Aragona Cortes, principe, batterista, grande sostenitore del jazz, ricostruisce la vita  musicale e notturna di Roma passata dagli entusiasmi del Dopoguerra alla Dolce vita a una vita dolce durata fino agli anni 80 e oggi perduta. Ha scritto anche una biografia di Frank Sinatra, seguita da quella del cantante e musicista brasiliano Caetano Veloso, di Fratelli Brasile, due racconti sul rapporto fra Veloso e Gilberto Gil, il libro fotografico Le strade del cinema portano a Roma. È stato, con Renzo Arbore, autore televisivo del programma di Raiuno Speciale per me. È docente al Master di critica giornalistica dell’Accademia d’arte Silvio D’Amico.
La sua collaborazione con il Messaggero è continuata fino al 2019  nella veste di inviato, con approfondimenti e interviste a noti personaggi della musica e partecipazioni a eventi come il Festival di Sanremo.
Molendini è noto anche come creatore di neologismi, alcuni dei quali riportati nel vocabolario Treccani: "lasetteizzazione", "babytalent", "gieffino", "celentanesco".
È stato presidente di Jip (Jazz Italian Platform) un'associazione di cui fanno parte la Fondazione Umbria Jazz, Bologna Jazz, Jazz in Sardegna, Jazz Network (Ravenna), Pomigliano Jazz, Saint Louis College of Music (Roma), Veneto Jazz, Visioninmusica (Terni). L'obiettivo comune, come ha sottolineato lo stesso Molendini, «è quello di essere un interlocutore per festival, musicisti, agenzie, case discografiche e istituzioni per la produzione di nuove opere».

## Opere
- Caetano Veloso : un cantautore contromano, Roma: Stampa alternativa, 1994, ISBN 88-7226-189-9
- Frank Sinatra: la voce, la musica, il potere, gli amici, gli amici degli amici, Bologna, Tempi Stretti, 1995, ISBN 88-86549-03-2
- Caetano Veloso e Gilberto Gil: fratelli Brasile, Viterbo, Nuovi equilibri, 2004, ISBN 88-7226-790-0
- (con Lino Cascioli), Le Strade del cinema portano a Roma: i monumenti della città eterna visti dai grandi registi, Roma, Il Parnaso, 2007
- Pepito, il principe del  jazz, Roma, Minimum fax, 2022, ISBN 978-88-338-9371-6